# Kościan (Landgemeinde)
Die gmina wiejska Kościan [ˈkɔɕʨan] ist eine selbständige Landgemeinde in Polen im Powiat Kościan in der Woiwodschaft Großpolen. Ihr Sitz befindet sich in der Stadt Kościan (deutsch Kosten). Die Landgemeinde, zu der die Stadt Kościan selbst nicht gehört, hat eine Fläche von 202,7 km², auf der (Stand: 31. Dezember 2020) 16.204 Menschen leben.

## Geographie

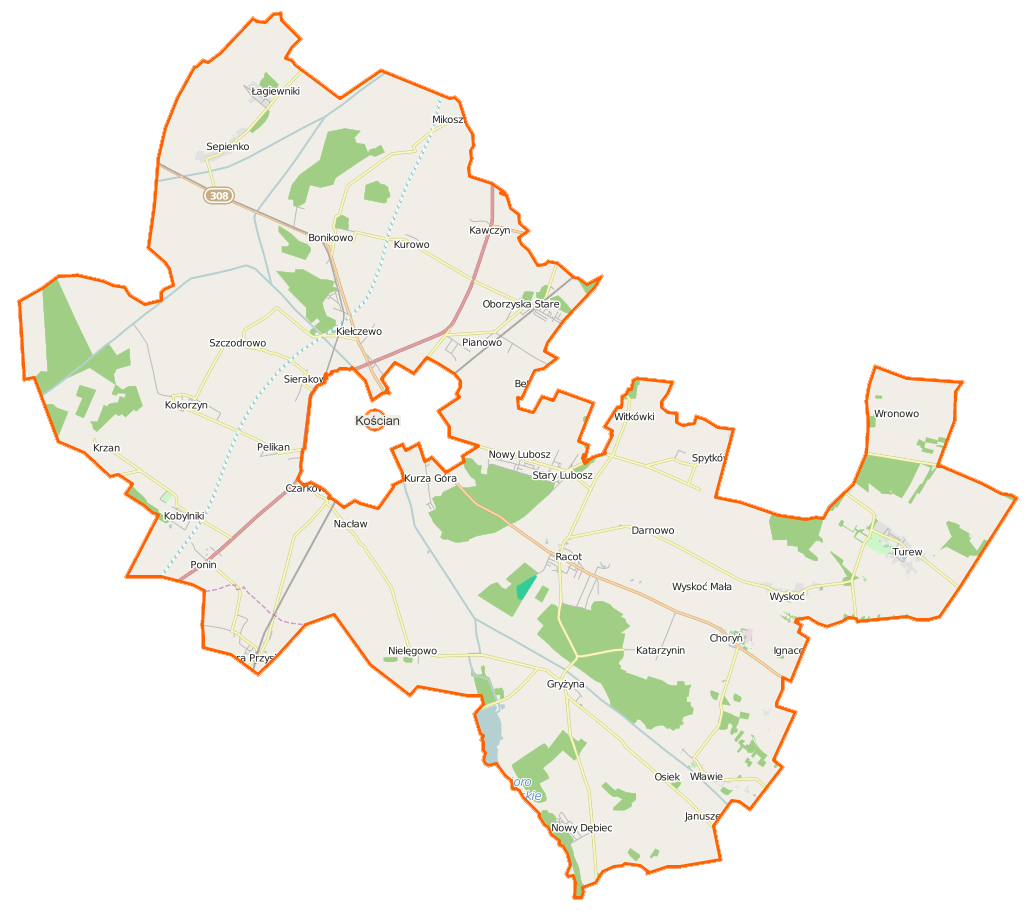
Karte der Landgemeinde

Die Landgemeinde liegt an der Obra, etwa 45 Kilometer südlich der Stadt Posen (Poznań). Sie umgibt die Stadt Kościan von allen Seiten.

## Geschichte

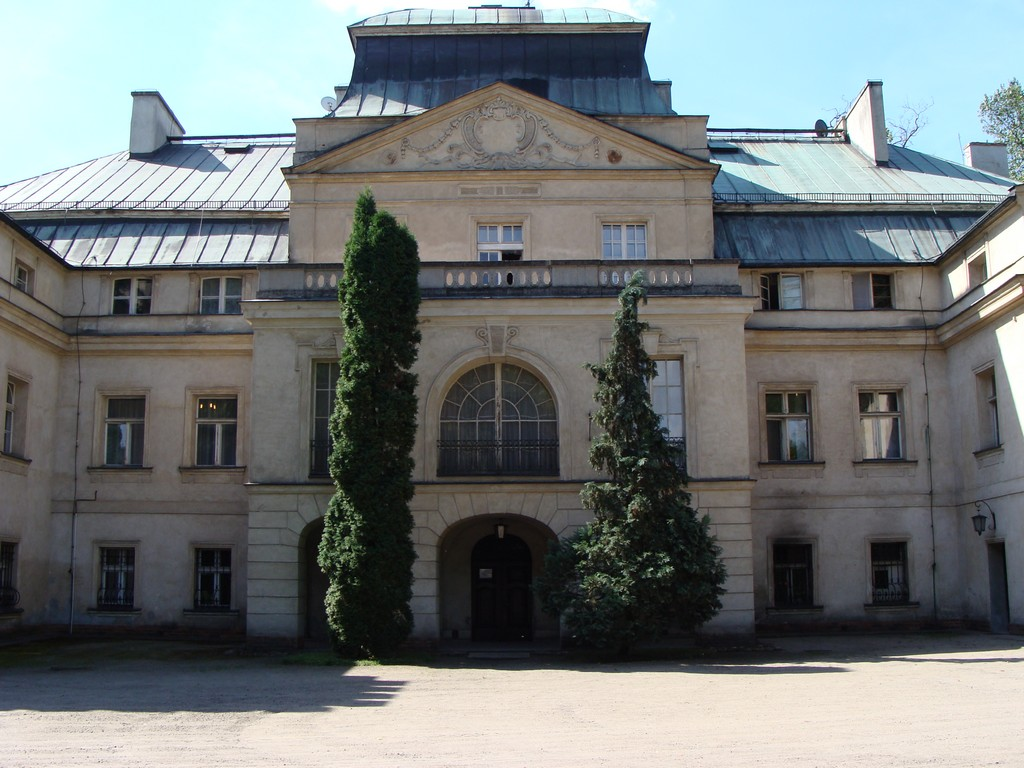
Schloss Turew

Von 1975 bis 1998 gehörte die Landgemeinde zur Woiwodschaft Leszno.

## Gliederung
Die Landgemeinde Kościan besteht aus folgenden Ortschaften:
| Name            | Deutscher Name (1815–1918) | Deutscher Name (1939–1945)             |
| --------------- | -------------------------- | -------------------------------------- |
| Bonikowo        | Bonikowo                   | 1939–1943 Borkau 1943–1945 Bonikau     |
| Choryń          | Choryn                     | Horndorf                               |
| Czarkowo        | Czarkow                    | Deutsch Nesslau                        |
| Darnowo         | Darnowo                    | Dorngraß                               |
| Granecznik      | Granietschnik              | Grenzvorwerk                           |
| Gryżyna         | Gryzyn                     | Grünau                                 |
| Gryżynka        | Gryzynko                   | Justushof                              |
| Gurostwo        | Gurostwo                   | ?                                      |
| Ignacewo        | Ignacewo                   | Nutzlau                                |
| Januszewo       | Januszewo                  | Hausen                                 |
| Katarzynin      | Katarzynowo                | Katharinenhof                          |
| Kawczyn         | Kawczyn 1905–1918 Weidenau | Weidenau                               |
| Kiełczewo       | Kielczewo                  | Langendorf                             |
| Kobylniki       | Kobelnik                   | Roßdorf                                |
| Kokorzyn        | Kokorzyn                   | Hildingen                              |
| Krzan           | Krzan                      | Rettig                                 |
| Kurowo          | Kurowo                     | Kurhofen                               |
| Kurza Góra      | Kurzagora                  | Kurzberg                               |
| Łagiewniki      | Lagiewnik                  | Hohensand                              |
| Mała Wyskoć     | Birkvorwerk                | Birkenhof                              |
| Mikoszki        | Mikoszki                   | Glimmen                                |
| Nacław          | Naclaw, auch Nassel        | 1939–1943 Nassel 1943–1945 Nasselgrund |
| Nielęgowo       | Nielengowo                 | Wiesenberg                             |
| Nowe Oborzyska  | Neu Oborzysk               | Kuhnern                                |
| Nowy Dębiec     | Neu Dembiec                | Eichfeld                               |
| Nowy Lubosz     | Neu Lubosch                | Neu Lobendau                           |
| Osiek           | Osiek                      | Axen                                   |
| Pelikan         | Pelikan                    | Pelikan                                |
| Pianowo         | Pianowo                    | Johannishof                            |
| Ponin           | Ponin                      | Niedergrund                            |
| Racot           | Racot, auch Racoten        | 1939–1943 Radungen 1943–1945 Razot     |
| Sepienko        | Siepenko                   | Hardtbruch                             |
| Sierakowo       | Sierakowo                  | Weizendorf                             |
| Spytkówki       | Spitkowki                  | Spitzen                                |
| Stare Oborzyska | Alt Oborzysk               | Petzelshof                             |
| Stary Lubosz    | Alt Lubosch, auch Lubasch  | Alt Lobendau                           |
| Szczodrowo      | Szczodrowo                 | Inselfeld                              |
| Tamborowo       | Tamborowo                  | Tannenhof                              |
| Turew           | Turew                      | 1939–1943 Auern 1943–1945 Auerweide    |
| Widziszewo      | Widziszewo                 | Hahlberg                               |
| Witkówki        | Witkowki                   | Schwarzaue                             |
| Wławie          | Wlawie                     | Anberg                                 |
| Wronowo         | Wronowo                    | Krähenhorst                            |
| Wyskoć          | Wyskoc 1905–1918 Wyskotsch | Birkendorf                             |

## Persönlichkeiten
- Dezydery Chłapowski (1788–1879), General und Politiker
- Thaddäus von Chlapowski (1826–1879), Rittergutsbesitzer und Politiker
- Casimir von Chlapowski (1832–1916), Politiker, Mitglied des Deutschen Reichstages
- Cecylia Roszak (1908–2018), polnische Nonne und Gerechte unter den Völkern; geboren in Kielczewo.